# Joy Fleming

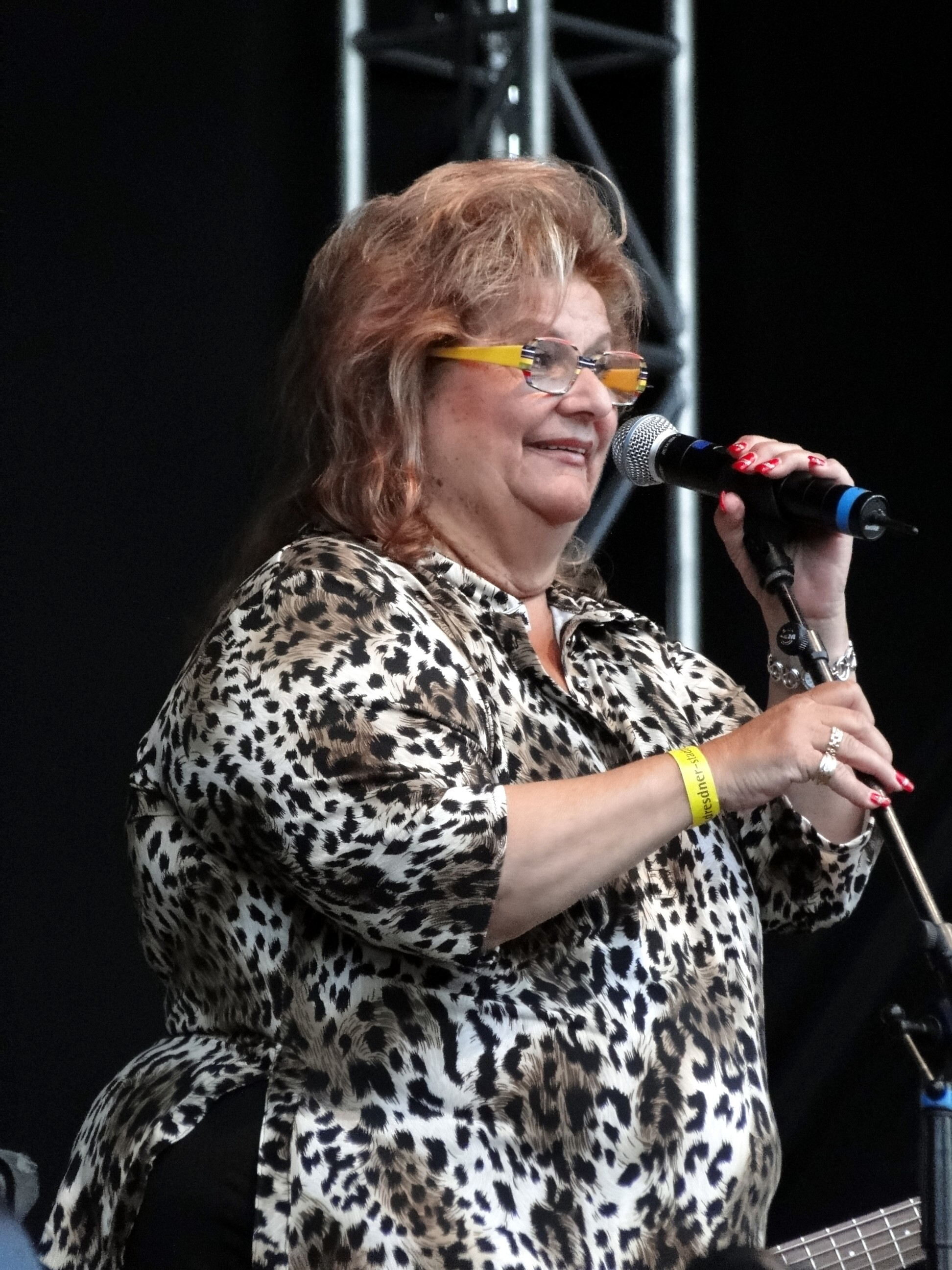
Joy Fleming (2012)

Joy Fleming (bürgerlich Erna Liebenow; * 15. November 1944 als Erna Raad in Rockenhausen; † 27. September 2017 in Sinsheim-Hilsbach) war eine deutsche Jazz-, Blues- und Schlagersängerin.

## Leben
Joy Fleming, 1944 im pfälzischen Rockenhausen geboren, kam aus einer musikalischen Familie: Ihr jüngerer Bruder Otto M. Raad ist Bandleader und Gründungsmitglied der Mannheimer Rock-’n’-Roll-Band Just for Fun, ihre Schwester war ebenfalls Musikerin, ihr ältester Sohn Bernd Peter Fleming ist Musiker und Sänger.
Im Alter von 14 Jahren gewann sie einen lokalen Schlagerwettbewerb mit dem Lied Ciao, Ciao Bambina. Nach einer Lehre als Verkäuferin sang sie im Alter von 16 Jahren gemeinsam mit ihrer Schwester Jazz und Blues in Bars und Kneipen für die in Mannheim stationierten amerikanischen Soldaten. 1966 trat sie der 1965 gegründeten Band Hit Kids bei, mit der sie als Joy & The Hit Kids (1969 umbenannt in Joy Unlimited) mehrere Singles veröffentlichte. Ein Fernsehauftritt im Talentschuppen des Südwestfunks (SWF) brachte ihr 1968 den Durchbruch.
Ab 1971 setzte Fleming ihre Karriere als Solosängerin fort und war mit dem Neckarbrückenblues, der mit einem Text von Carl J. Schäuble auf Mannemerisch gesungen wird, erfolgreich. Zu dieser Zeit managte sie der Verleger und Musiker Peter Kirsten und nahm mit ihr mehrere Platten auf. Die Band Joy Unlimited machte ab 1971 ohne Fleming weiter.
1976 heiratete sie Bernd Liebenow, der auch ihr Manager wurde. Die Familie zog nach Hilsbach auf einen Bauernhof. Es folgten Tourneen unter anderem nach Argentinien, in die DDR (1980 zusammen mit dem Jochen-Brauer-Sextett, als eine von wenigen westdeutschen Künstlerinnen), nach Skandinavien, China, mehrmals nach Frankreich und in die Sowjetunion. Sie erhielt zahlreiche Auszeichnungen, darunter den japanischen Outstanding Award.
1990 gründete Fleming zusammen mit Liebenow und dem Pianisten Claude Schmidt das Label Rö-Mo Records, den Rött’l-Mouse-Verlag. Die Musikgruppe United Wanderers gründete sie mit Memo Kurt und Bernd Liebenow. Schmidt wurde nach einem Jahr durch Maher Fladung ersetzt, mit dem Fleming zahlreiche Lieder und Kompositionen arrangierte.
1997 trat als neuer Lebensgefährte der französische Komponist und Musiker Bruno Masselon in ihr Leben, der auch ihr Pianist und Arrangeur wurde. Für die Fernsehshow Glücksrad sang Fleming 1991 den von Klaus-Peter Sattler komponierten Titelsong und zur Eröffnung des Großen Preises 2005 der Formel 1 auf dem Hockenheimring die Deutsche Nationalhymne. Für die Kinderserie Anne mit den roten Haaren sang Fleming 1987 die deutsche Version der Titelmelodie.
Bis zu ihrem Tod lebte Fleming in Hilsbach mit Masselon zusammen. Am 27. September 2017 starb sie im Alter von 72 Jahren. Sie hinterließ drei Kinder: eine Tochter aus erster Ehe mit Strube und zwei Söhne aus der Ehe mit Liebenow. Sie wurde auf dem Ortsfriedhof von Hilsbach beigesetzt.

## Wettbewerbe

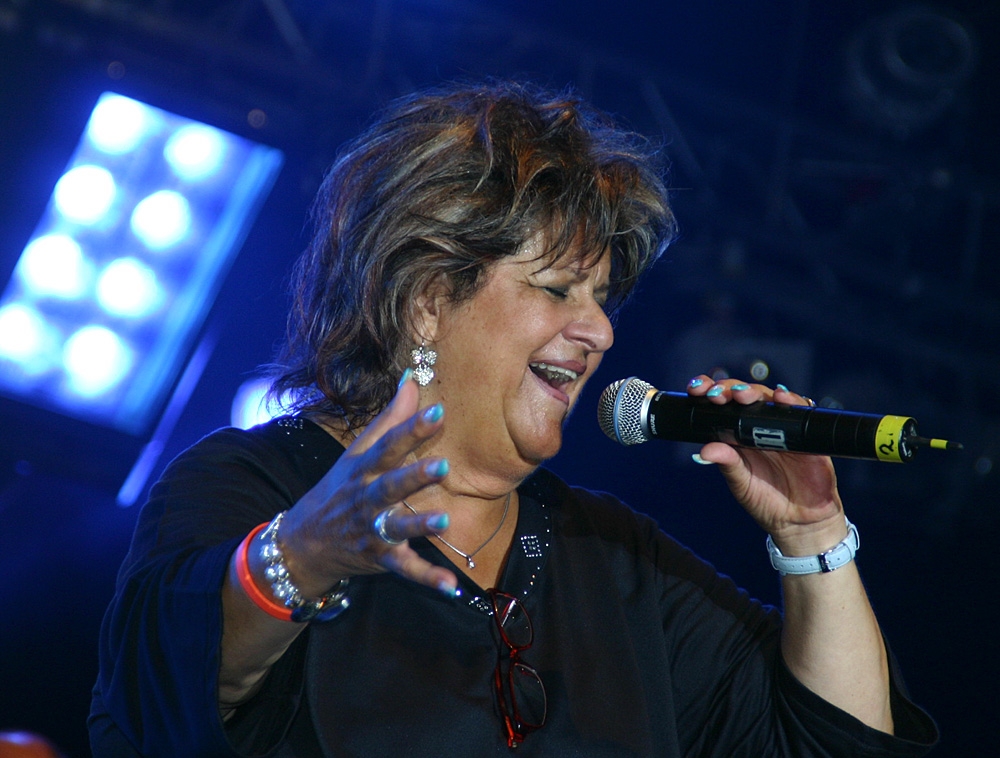
Joy Fleming (2005)

Fleming nahm 1975 am Eurovision Song Contest in Stockholm teil. Mit Ein Lied kann eine Brücke sein, getextet von Michael Holm und komponiert von Rainer Pietsch, erreichte sie Platz 17. Sie erhielt von Luxemburg acht, von Malta drei und von Spanien vier Punkte. Alle anderen Länder vergaben keine Punkte für den deutschen Beitrag.
Die Sängerin nahm noch drei weitere Male an der deutschen Vorentscheidung zum Grand Prix teil. 1986 trat sie mit Marc Berry unter dem Namen Fleming und Berry bei der Vorentscheidung zum Eurovision Song Contest (ESC) in Bergen an und belegte mit dem Titel Miteinander Platz vier. Mit Lesley Bogaert und Brigitte Oelke versuchte sie sich als Lesley, Joy und Brigitte mit dem Titel Power of Trust für den Eurovision Song Contest 2001 in Kopenhagen zu qualifizieren und belegte Platz zwei. Im folgenden Jahr trat sie mit dem Jambalaya Chor mit Joy to the World bei der Vorentscheidung zum Eurovision Song Contest in Tallinn an und belegte ebenfalls Platz zwei.
Fleming saß zusammen mit Stefan Raab und Thomas Anders in der Jury von Raabs Casting-Format SSDSGPS, bei dem ein Teilnehmer für den Eurovision Song Contest 2004 gesucht wurde. Der Sieger dieses Formats, Max Mutzke, belegte schließlich den achten Platz für Deutschland.
Im Jahr 2006 war Fleming in der Sendung Die Promiküche – Kochspaß mit Dirk Bach zu sehen, in der Dirk Bach Gäste zu Hause besuchte und mit ihnen kochte.

## Bühnenadaption
Im Jahr 2023 wurde anlässlich der Bundesgartenschau in Mannheim das Musical Ein Lied kann eine Brücke sein von Georg Veit über den Werdegang der Künstlerin geschrieben und auf dem BUGA-Gelände gezeigt, in dem original Songs und Neukompositionen auf die Bühne gebracht wurden. In den Hauptrollen spielten Jeannette Friedrich und Andreas Matthias Pagani. Das Musical wurde an 15 Abenden aufgeführt. Im darauffolgenden Jahr wurde das Musical auf der Seebühne im Luisenpark mit einem neuen zweiten Teil aufgeführt. Ebenso soll das Musical im Sommer 2025 auf der Seebühne des Parks aufgeführt werden.

## Diskografie (Auswahl)
Alben
- 1970: Overground (als Gruppe Joy Unlimited)
- 1971: Schmetterlinge (als Gruppe Joy Unlimited)
- 1973: Joy Fleming
- 1974: Joy Fleming – live
- 1974: This Is My Life
- 1975: Menschenskind
- 1976: Have a Good Time
- 1978: I Only Wanna Get Up and Dance
- 1978: The Final Thing
- 1981: Vocals and Keyboards Only (mit Kristian Schultze)
- 1984: Helden werden auch mal älter
- 1984: Joygeboren
- 1987: N
- 1992: Mit deinen Augen
- 1993: Sentimental Journey
- 1994: Viele Gesichter
- 1996: L’Attraction
- 1997: Butzekrampel & mehr (mit Joana)
- 1998: Gedanken einer Frau
- 2000: Mama Joy
- 2002: Joy to the World (Joy Fleming & der Jambalaya Chor)
- 2004: Live Programm
- 2006: Winterzeit
- 2007: L’Attraction (Remixed Re-Release)
- 2010: So bin ich

Singles

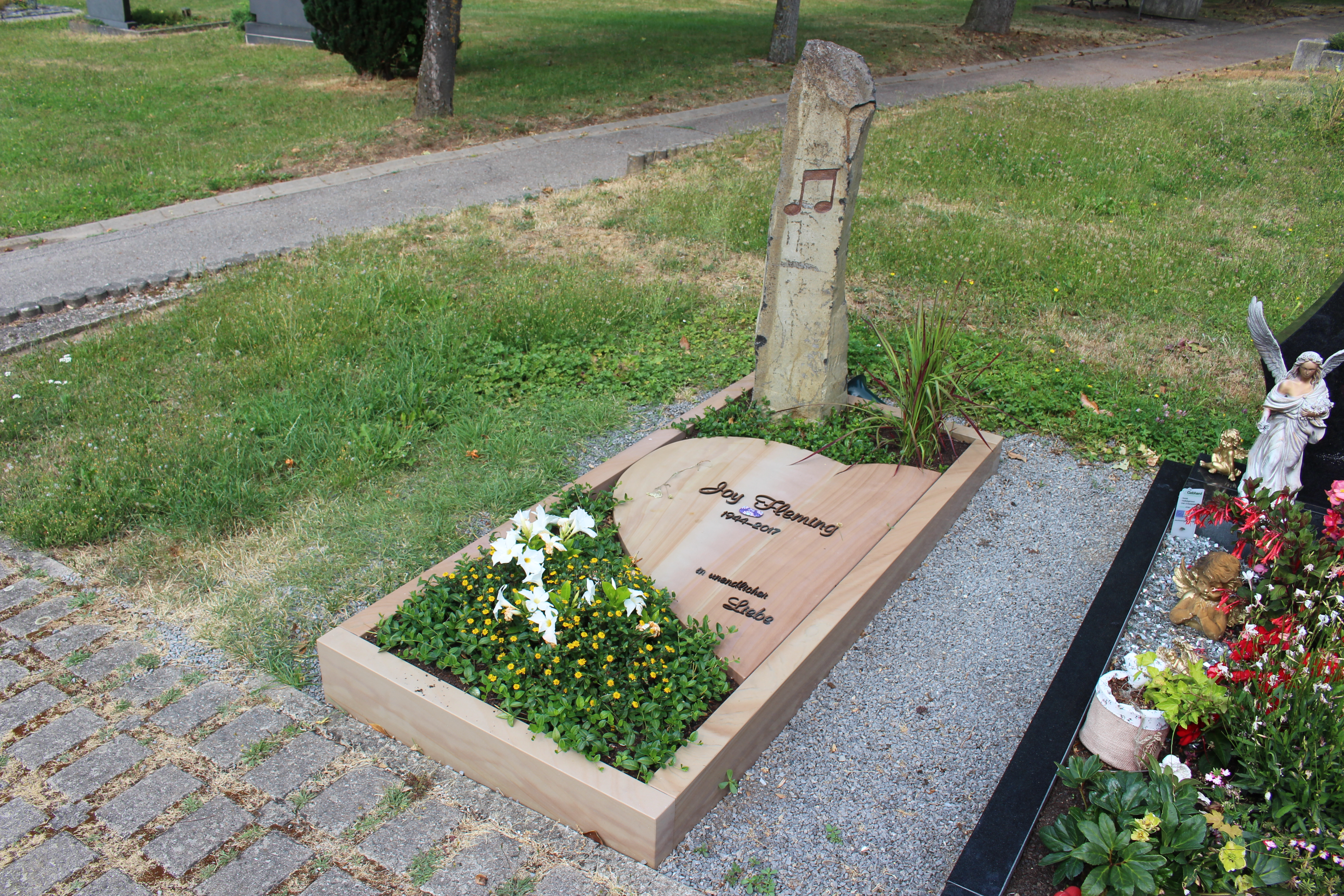
Joy Flemings Grab auf dem Friedhof in Hilsbach (Baden-Württemberg)

- 1967: Zweisamkeit / Das Glück dieser Welt (Joy & The Hit Kids)
- 1967: Sunshine / All the Days (Joy & The Hit Kids)
- 1967: What Can I Do Without You (Joy & The Hitkids)
- 1967: I Hold No Grudge (Joy & The Hitkids)
- 1967: You’re My Sunshine (Joy & The Hitkids)
- 1968: Daytime, Nighttime / Mr. Pseudonym (Joy & The Hitkids)
- 1968: Bla, Bla / I’m Still a Child (Joy & The Hitkids)
- 1969: Oh! Darling / Runaway (Joy & The Hitkids)
- 1969: Es war einmal / Gold und Glück (Joy & The Hitkids / Joy Unlimited)
- 1969: Feelin’/ I Just Made Up My Mind (Joy & The Hitkids / Joy Unlimited)
- 1970: Take Me to the Pilot / It’s Not Alright (Joy Unlimited / Promo-Pressung unter dem Namen Joy and the Hit Kids)
- 1972: Kinderhände
- 1972: Feuer
- 1972: Neckarbrückenblues
- 1973: Halbblut
- 1973: Kall, oh Kall
- 1973: Change it All
- 1974: Rocktown
- 1975: Ein Lied kann eine Brücke sein
- 1975: Bridge of Love
- 1975: Geld
- 1976: Are You Ready for Love
- 1977: Ich sing fer’s Finanzamt
- 1978: I Only Wanna Get Up and Dance
- 1979: Er ist ein Ehemann
- 1984: Dance Tonight
- 1985: Zuviel Gefühl
- 1986: Miteinander (Fleming & Berry)
- 1987: Don’t You Know
- 1987: Spür die Winterzeit (& The House Band)
- 1988: Butzekrampel
- 1988: Gypsyland
- 2001: The Power of Trust (Leslie, Joy & Brigitte)
- 2006: Since You Are Gone (Joy Fleming & Robert Zephiro Milla)

Sonstige Veröffentlichungen
- 1969: Es war einmal (Joy & the Hitkids, Titelsong Grimms Märchen von lüsternen Pärchen)
- 1974: Let Me Be the One
- 1975: Arbeitslos
- 1988: The Yodel Queen (Walter Bockmayers Geierwally)
- 1988: Geierwally (Walter Bockmayers Geierwally)
- 1989: Sing and Take My Hand (1. Veröffentlichung anlässlich des Mauerfalls zu Berlin)
- 1989: Anne (Titelsong zur Zeichentrickserie Anne mit den roten Haaren)
- 1991: Glücksrad-Titelsong
- 1991: Feuer und Flamme
- 1993: How High the Moon
- 1994: Berühre mich (gewidmet der AIDS-Hilfe – Deutsche AIDS-Hilfe e. V.)
- 1994: Raff’ dich auf
- 1998: Gedanken einer Frau
- 1999: Blues: Lance-Dance – Get Your Chance! (mit Lutz Dannewitz, Oper Berlin)
- 2007: Meine Welt (Jubiläumssong 400 Jahre Stadt Mannheim, Joy Fleming, Rolf Stahlhofen und andere)
- 2009: Keine Macht der Welt (Duett mit Sascha Heyna)

## Auszeichnungen
- Bloomaulorden (1976), höchste bürgerschaftliche Auszeichnung Mannheims
- Outstanding Award (internationaler Preis, Japan)
- Special Guest der BBC Big Band (London)
- SWR Blues Louis (2006, internationale Jazzauszeichnung)
- RPR 2 Schlagerpreis
- Verdienstorden des Landes Baden-Württemberg (2012)[9]
- In Mannheim wurde Joy Fleming 2019 mit dem Straßennamen „Joy-Fleming-Ring“ im neuen Mannheimer Wohnquartier Franklin geehrt.[10]